# Ferrossidasi
La ferrossidasi è un enzima appartenente alla classe delle ossidoreduttasi, che catalizza la seguente reazione:
4 Fe(II) + 4 H+ + O2 ⇄ 4 Fe(III) + 2 H2O
Diverse proteine possiedono tale proprietà enzimatica. Tra questi:
- la ceruloplasmina, l'efestina, la ferritina mitocontriale e la catena pesante della ferritina negli esseri umani;
- la rusticianina in Thiobacillus ferroxidans.